# Franz von Greßer
Franz von Greßer, auch Gresser (* 3. Oktober 1807 in Pfreimd; † 1880) war von 1866 bis 1869 bayerischer Kultusminister.

## Leben
Zu Zeiten König Ludwig II., in denen engagierte Auseinandersetzungen über die Kirchen- und Kulturpolitik der Regierung geführt wurden, wurde Franz von Greßer vom 1. August 1866 bis 9. Dezember 1869 bayerischer Kultusminister (Staatsminister des Inneren für Kirchen- und Schulangelegenheiten) als Nachfolger von Nikolaus Ritter von Koch. Er war Mitglied des Corps Palatia München. Nachdem die Liberalen eine Wahlniederlage bei der Wahl zur Abgeordnetenkammer erlitten hatten, trat er 1869 zurück.